# Öndvegissúlur

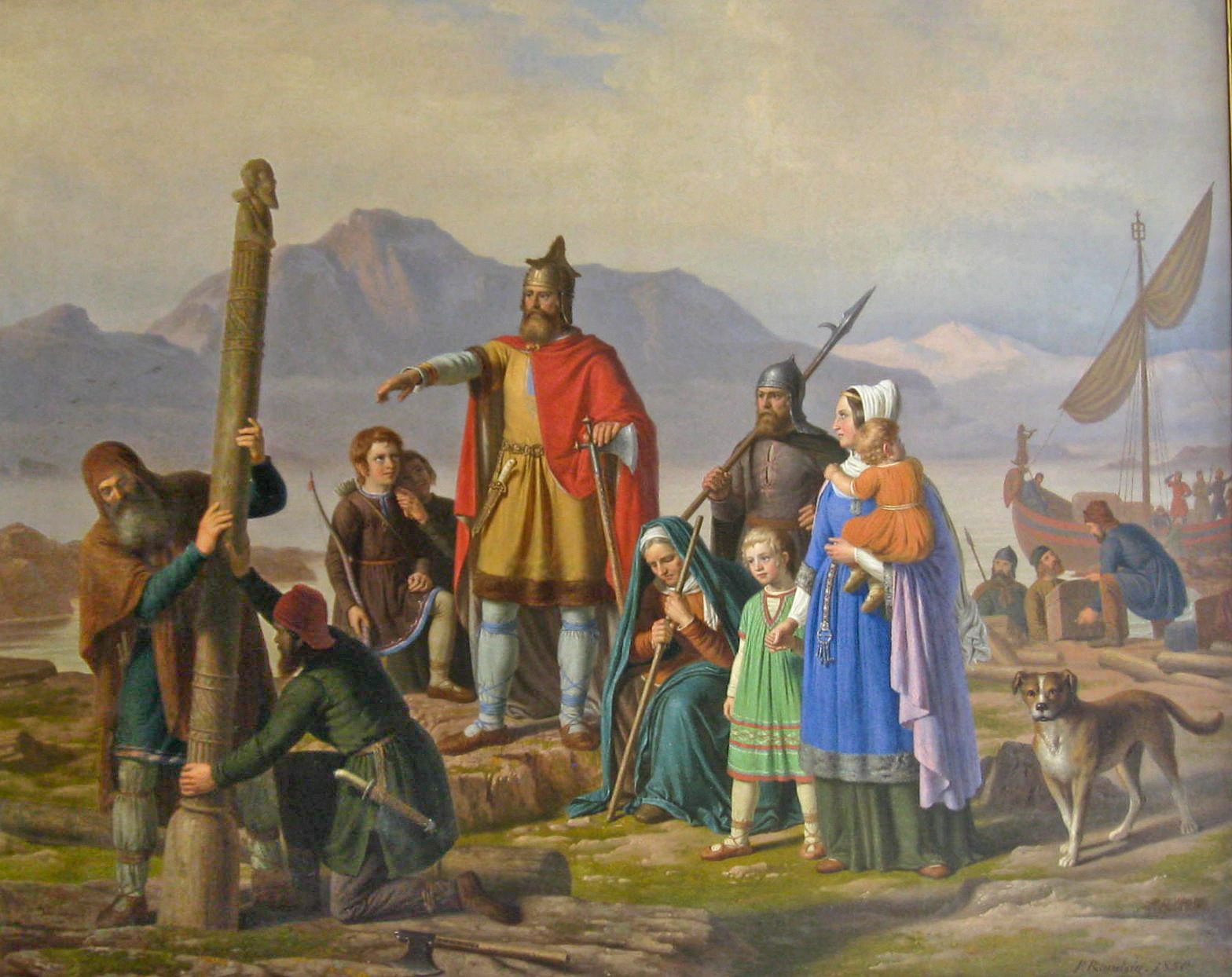
Ingolf tager Island i besiddelse (« Ingólfr prend possession de l'Islande »), Johan Peter Raadsig, 1850
Cette peinture représente le mythe fondateur de l'Islande : l'arrivée d'Ingólfr Arnarson sur le site de la future Reykjavik en 874, là ou s'étaient échoués ses öndvegissúlur.

Les öndvegissúlur (« les piliers du haut-siège ») étaient une paire de colonnes en bois qui soutenaient le siège du chef du foyer à l'époque viking en Scandinavie.

## Nom
Les öndvegissúlur signifient littéralement les piliers (súlur) qui supportaient le haut-siège (öndvegi), le siège d'honneur de la maison.

## Place dans la société viking
Les öndvegissúlur représentaient l'autorité au sein du foyer et la prospérité de la famille.

## Le mythe fondateur de l'Islande
Selon le Landnámabók, Ingólfr Arnarson, premier Scandinave à avoir colonisé l'Islande, aurait fait jeter en mer les piliers de son haut-siège, promettant de s'installer là où ils accosteraient. Après trois ans de recherche, ses serviteurs les auraient retrouvés sur le site de la future Reykjavik, qui deviendra la capitale de l'Islande.